# Indische Cricket-Nationalmannschaft in England in der Saison 1967
Die Tour der bangladeschischen Cricket-Nationalmannschaft nach England in der Saison 1967 fand vom 8. Juni bis zum 15. Juli 1967 statt. Die internationale Cricket-Tour war Bestandteil der Internationalen Cricket-Saison 1967 und umfasste drei Tests. England gewann die Serie 3–0.

## Vorgeschichte
Für beide Mannschaften war es die erste Tour der Saison.
Das letzte Aufeinandertreffen der beiden Mannschaften bei einer Tour fand in der Saison 1963/64 in Indien statt.

## Stadien
Die folgenden Stadien wurden für die Tour als Austragungsort vorgesehen.
| Stadion                  | Stadt      | Kapazität | Spiele  |
| ------------------------ | ---------- | --------- | ------- |
| Edgbaston Cricket Ground | Birmingham | 24.803    | 3. Test |
| Headingley Stadium       | Leeds      | 17.000    | 1. Test |
| Lord’s Cricket Ground    | London     | 30.000    | 2. Test |

## Kaderlisten
Die Mannschaften benannten die folgenden Kader.
| Test | Test |
| England | Indien |
| --- | --- |
| - Brian Close (K) - Dennis Amiss - Ken Barrington - Geoff Boycott - David Brown - Basil D’Oliveira - John Edrich - Tom Graveney - Ken Higgs - Robin Hobbs - Ray Illingworth - Colin Milburn - John Murray (wk) - John Snow | - Nawab of Pataudi (K) - Bishan Singh Bedi - Chandu Borde - Bhagwath Chandrasekhar - Farokh Engineer (wk) - Subrata Guha - Budhi Kunderan - Erapalli Prasanna - Dilip Sardesai - Ramesh Saxena - Hanumant Singh - Venkataraman Subramanya - Rusi Surti - Srinivas Venkataraghavan - Ajit Wadekar |

## Tour Matches
Während der Tour bestritt Australien 15 Tour Matches.

## Tests

### Erster Test in Leeds
| 8. – 13. Juni Scorecard | Leeds | England 550-4d (183) & 126-4 (47.3) | – | Indien 164 (87.2) & 510 (f/o) |
|                         |       | England gewinnt mit 6 Wickets       |   |                               |

England gewann den Münzwurf und entschied sich als Schlagmannschaft zu beginnen.

### Zweiter Test in London
| 22. – 26. Juni Scorecard | London (Lord’s) | Indien 152 (55.4) & 110 (56.3)                 | – | England 386 (154.2) |
|                          |                 | England gewinnt mit einem Innings und 124 Runs |   |                     |

Indien gewann den Münzwurf und entschied sich als Schlagmannschaft zu beginnen.

### Dritter Test in Birmingham
| 13. – 15. Juli Scorecard | Birmingham | England 298 (106) & 203 (76.5) | – | Indien 92 (36.3) & 277 (112.4) |
|                          |            | England gewinnt mit 132 Runs   |   |                                |

England gewann den Münzwurf und entschied sich als Schlagmannschaft zu beginnen.